# Psapharochrus paravetustus
Psapharochrus paravetustus is een keversoort uit de familie van de boktorren (Cerambycidae). De wetenschappelijke naam van de soort werd voor het eerst geldig gepubliceerd in 2002 door Chemsak & Hovore.